# Guatteria persicifolia
Guatteria persicifolia är en kirimojaväxtart som beskrevs av José Jéronimo Triana och Jules Émile Planchon. Guatteria persicifolia ingår i släktet Guatteria och familjen kirimojaväxter. Inga underarter finns listade i Catalogue of Life.